# Aurèle Vandendriessche
Aurèle Vandendriessche (ur. 4 lipca 1932 w Anzegem, zm. 17 października 2023 w Waregem) – belgijski lekkoatleta maratończyk, dwukrotny wicemistrz Europy.
Zajął 24. miejsce w biegu maratońskim na letnich igrzyskach olimpijskich w 1956 w Melbourne. Był 11. w tej konkurencji na mistrzostwach Europy w 1958 w Sztokholmie. Nie ukończył maratonu na letnich igrzyskach olimpijskich w 1960 w Rzymie.
Vandendriessche zdobył srebrny medal w maratonie na mistrzostwach Europy w 1962 w Belgradzie, przegrywając jedynie z Brianem Kilbym z Wielkiej Brytanii. Na letnich igrzyskach olimpijskich w 1964 w Tokio zajął 7. miejsce w tym biegu. Ponownie wywalczył srebrny medal w maratonie na mistrzostwach Europy w 1966 w Budapeszcie, tym razem za Jimem Hoganem z Wielkiej Brytanii.
Vandendriessche dwukrotnie zwyciężył w Maratonie Bostońskim w 1963 i 1964, a także w Maratonie w Enschede w 1965 i w Maratonie w Koszycach, również w 1965.
Był mistrzem Belgii w maratonie w latach 1956, 1957, 1959 i 1961-1964 oraz w biegu na 30 kilometrów w 1960, a także w biegu na 10 000 metrów w 1961.
Był wielokrotnym rekordzistą Belgii w biegu godzinnym (19 579 m 25 maja 1960 w Brugii), w biegu na 20 kilometrów (1:04:17 4 listopada 1963 w Rzymie), biegu na 25 kilometrów (do wyniku 1:18:54 9 kwietnia 1966 w Paderborn) i w maratonie (do wyniku 2:18:42,6 21 października 1964 w Tokio).